# Maso Here
MASO HERE s.r.o. je česká firma známá hlavně výrobou a propagací sušeného masa typu biltong a jerky. Firma byla založena Ondřejem Plasem v Libčanech v roce 2010 pod názvem Hootova Farma.

## Historie firmy
Celý koncept výroby sušeného masa je postaven na tradiční africké receptuře, kterou si zakladatel osvoji při pobytu na farmě v Jihoafrické republice. Pod původním názvem Hootova Farma fungovala společnost až do roku 2015 s výhradním zaměřením na lokalitu Východočeského kraje. Po změně názvu se sídlo a výroba přesunuly z Libčan do Hradce Králové a obchodní a marketingové aktivity se rozšířily na celou oblast České republiky a Slovenska.

## Produkty
Maso Here vyrábí sušené maso typu biltong. Jedná se o africkou variantu připravovanou z plátků syrového masa nakrájených na pruhy podél nebo napříč svalovinou. Po usušení se pak maso krájí na malé kousky.

## Další aktivity
Firma se snaží od samého začátku podporovat zdravý životní styl a šířit povědomí o sušeném mase jako zdravém potravinovém doplňku bohatém na proteiny, který je snadno dostupný a v České republice není zatím příliš známý.

### Národní den sušeného masa
Po vzoru zemí se silnou tradicí sušení masa jako jsou Nový Zéland nebo Jihoafrická republika, kde se každoročně na podzim vyhlašují národní dny biltongu, byl společností 14. září 2017 poprvé vyhlášen český Národní den sušeného masa, jehož cílem je zejména obecná propagace sušeného masa a sdílení receptur na různé druhy jeho výroby.

### Sponzoring
- Karel Polzer - crossfitový závodník a trenér
- Sokol Here - streetballový tým
- Od sezony 2017-18 je Maso Here oficiálním partnerem pražského basketbalového klubu Sokol Pražský.[7]

## Zajímavosti
Název společnosti byl inspirován filmem Pupendo a hláškou "Repráky here, dráty here", kterou pronesl herec Pavel Liška.

## Ocenění
V roce 2018 získalo sušené maso s chilli příchutí známku Regionální potravina Královéhradeckého kraje.